# DM i landevejscykling – Linjeløb (herrer)
Danmarksmesterskaberne i linjeløb for elite herrer er en årligt tilbagevendende begivenhed i dansk cykelsport, som for første gang blev afholdt i 1897. Linjeløbet bliver afholdt i slutningen af juni.

## Vindere
| År                                                                 | Vinder                  | Toer                   | Treer                  |
| ------------------------------------------------------------------ | ----------------------- | ---------------------- | ---------------------- |
| 1897                                                               | Jens Olsen              | Charles Hansen         | V. Bastrup             |
| 1898-1899 ikke afholdt eller resultater ukendt                     |                         |                        |                        |
| 1900                                                               | O. Meyland Schmidt      | Hjersing Petersen      | Niels Frandsen         |
| 1901                                                               | Vilhelm Møller          | P. From                | Mads Holm              |
| 1902-1935 der blev ikke afholdt DM i samlet start, men enkeltstart |                         |                        |                        |
| 1936                                                               | Frode Sørensen          | Arne Petersen          | Alex Jensen            |
| 1937                                                               | Georg Nielsen           | Georg Sørensen         | Christian Christiansen |
| 1938                                                               | Frode Sørensen          | Rudolf Rasmussen       | Georg Nielsen          |
| 1939                                                               | Wenzel Jørgensen        | Børge Saxil Nielsen    | Frode Sørensen         |
| 1940                                                               | Rudolf Rasmussen        | Herbert Staun          | Wenzel Jørgensen       |
| 1941                                                               | Rudolf Rasmussen        | Christian Christiansen | Georg Sørensen         |
| 1942                                                               | Rudolf Rasmussen        | Wenzel Jørgensen       | Børge Saxil Nielsen    |
| 1943                                                               | Christian Pedersen      | Rudolf Rasmussen       | Wenzel Jørgensen       |
| 1944                                                               | Christian Pedersen      | Rudolf Rasmussen       | Børge Hansen           |
| 1945                                                               | Christian Pedersen      | Børge Saxil Nielsen    | Rudolf Rasmussen       |
| 1946                                                               | Christian Pedersen      | Børge Rasmussen        | Willy Emborg           |
| 1947                                                               | Børge Saxil Nielsen     | Willy Emborg           | Rudolf Rasmussen       |
| 1948                                                               | Knud Andersen           | Freddy Ammentorp       | Rudolf Rasmussen       |
| 1949                                                               | Wedell Østergaard       | Christian Pedersen     | Willy Emborg           |
| 1950                                                               | Hans Andresen           | Wedell Østergaard      | Christian Pedersen     |
| 1951 løbet annulleret                                              |                         |                        |                        |
| 1952                                                               | Max Jørgensen           | Wedell Østergaard      | Hans Andresen          |
| 1953                                                               | Christian Pedersen      | Eluf Dalgaard          | Fritz Ravn             |
| 1954                                                               | Eluf Dalgaard           | Hans Andresen          | Helge Hansen           |
| 1955                                                               | Hans Andresen           | Eluf Dalgaard          | Fritz Ravn             |
| 1956                                                               | Fritz Ravn              | Palle Lykke Jensen     | Eluf Dalgaard          |
| 1957                                                               | Eluf Dalgaard           | Niels Baunsøe          | Svend Pedersen         |
| 1958                                                               | John Grønvald           | Christian Johansen     | Jørgen Mikkelsen       |
| 1959                                                               | Ole Krøier              | Ole Pingel             | Jørgen B. Jørgensen    |
| 1960                                                               | Ole Pingel              | Bent Peters            | Torben Helsgaun        |
| 1961                                                               | Bent Peters             | Arne Christensen       | Ole Pingel             |
| 1962                                                               | Ole Ritter              | Svend Pallisø          | Ib Varbæk              |
| 1963                                                               | Ole Pingel              | Jørgen Emil Hansen     | Mogens Frey            |
| 1964                                                               | Ole Ritter              | Knud Bock              | Ole Pingel             |
| 1965                                                               | Lars Lander             | Gerhard Nielsen        | Helge Ingemann         |
| 1966                                                               | Ole Ritter              | Willy Skibby           | Jørgen Emil Hansen     |
| 1967                                                               | Mogens Frey             | Bjarne Sørensen        | Svend Erik Bjerg       |
| 1968                                                               | Verner Blaudzun         | Benny Pedersen         | Leif Mortensen         |
| 1969                                                               | Tommy Nielsen           | Erik Skelde            | Jørgen Schmidt         |
| 1970                                                               | Verner Blaudzun         | Jørgen Schmidt         | Bent Pedersen          |
| 1971                                                               | Bent Pedersen           | Svend Erik Bjerg       | Asger Iversen          |
| 1972                                                               | Jørgen Timm             | Kim Theils             | Tommy Nielsen          |
| 1973                                                               | Reno B. Olsen           | Verner Blaudzun        | Bent Pedersen          |
| 1974                                                               | Benny Pedersen          | Verner Blaudzun        | Henning Jørgensen      |
| 1975                                                               | Jørgen Emil Hansen      | Eigil Sørensen         | Flemming Hartz         |
| 1976                                                               | Torben Hjorth           | Ivar Jakobsen          | Gert Frank             |
| 1977                                                               | Jørgen Knudsen          | Jan Gram               | Verner Blaudzun        |
| 1978                                                               | Benny Pedersen          | Eigil Sørensen         | Henning Jørgensen      |
| 1979                                                               | Michael Marcussen       | Verner Blaudzun        | Jan Høegh              |
| 1980                                                               | James Møller            | Jørgen Emil Hansen     | Henning Jørgensen      |
| 1981                                                               | Jørgen V. Pedersen      | John Carlsen           | Ole Redsted            |
| 1982                                                               | René W. Andersen        | Verner Blaudzun        | Vagn Scharling         |
| 1983                                                               | Michael Marcussen       | Jens Veggerby          | Kim Bybjerg            |
| 1984                                                               | Kim Eriksen             | Vagn Scharling         | Per Pedersen           |
| 1985                                                               | Dan Frost               | John Carlsen           | Alex Pedersen          |
| 1986                                                               | Alex Pedersen           | Johnny Weltz           | Henning Sindahl        |
| 1987                                                               | Niels Ole Hald          | Henning Sindahl        | John Carlsen           |
| 1988                                                               | Søren Lilholt           | Bjarne Riis            | Kim Eriksen            |
| 1989                                                               | Johnny Weltz            | Jesper Skibby          | Per Pedersen           |
| 1990                                                               | Brian Petersen          | Søren Christiansen     | Peter Clausen          |
| 1991                                                               | Kim Marcussen           | Lars Michaelsen        | Per Sandahl Jørgensen  |
| 1992                                                               | Bjarne Riis             | Bo Hamburger           | Kenneth Weltz          |
| 1993                                                               | Kim Marcussen           | Alex Pedersen          | Klaus Kynde            |
| 1994                                                               | Michael Blaudzun        | Marc Strange Jacobsen  | Nicolaj Bo Larsen      |
| 1995                                                               | Bjarne Riis             | Brian Holm             | Peter Meinert          |
| 1996                                                               | Bjarne Riis             | Bo Hamburger           | Jesper Skibby          |
| 1997                                                               | Nicolaj Bo Larsen       | Lars Michaelsen        | Rolf Sørensen          |
| 1998                                                               | Frank Høj               | Bo Hamburger           | Michael Sandstød       |
| 1999                                                               | Nicolaj Bo Larsen       | Mikael Kyneb           | Jacob Moe Rasmussen    |
| 2000                                                               | Bo Hamburger            | Nicolaj Bo Larsen      | Rolf Sørensen          |
| 2001                                                               | Jakob Piil              | Nicolaj Bo Larsen      | Michael Blaudzun       |
| 2002                                                               | Michael Sandstød        | Michael Blaudzun       | Bo Hamburger           |
| 2003                                                               | Nicki Sørensen          | Allan Johansen         | Bo Hamburger           |
| 2004                                                               | Michael Blaudzun        | Stig Dam               | Matti Breschel         |
| 2005                                                               | Lars Bak                | Lars Michaelsen        | Matti Breschel         |
| 2006                                                               | Allan Johansen          | Jacob Moe Rasmussen    | Troels Vinther         |
| 2007                                                               | Alex Rasmussen          | Jacob Moe Rasmussen    | Jonas Aaen Jørgensen   |
| 2008                                                               | Nicki Sørensen          | Matti Breschel         | Jens-Erik Madsen       |
| 2009                                                               | Matti Breschel          | Chris Anker Sørensen   | Frank Høj              |
| 2010                                                               | Nicki Sørensen          | Lars Bak               | Anders Lund            |
| 2011                                                               | Nicki Sørensen          | Martin Mortensen       | Michael Reihs          |
| 2012                                                               | Sebastian Lander        | Nicki Sørensen         | André Steensen         |
| 2013                                                               | Michael Mørkøv          | Morten Øllegaard       | Casper von Folsach     |
| 2014                                                               | Michael Valgren         | Michael Carbel         | Michael Mørkøv         |
| 2015                                                               | Chris Anker Sørensen    | Martin Mortensen       | Alexander Kamp         |
| 2016                                                               | Alexander Kamp          | Michael Valgren        | Lasse Norman Leth      |
| 2017                                                               | Mads Pedersen           | Nicolai Brøchner       | Alexander Kamp         |
| 2018                                                               | Michael Mørkøv          | Niklas Larsen          | Michael Carbel         |
| 2019                                                               | Michael Mørkøv          | Kasper Asgreen         | Niklas Larsen          |
| 2020                                                               | Kasper Asgreen          | Andreas Kron           | Michael Mørkøv         |
| 2021                                                               | Mads Würtz Schmidt      | Frederik Wandahl       | Mathias Norsgaard      |
| 2022                                                               | Alexander Kamp          | Mads Pedersen          | Mikkel Honoré          |
| 2023                                                               | Mattias Skjelmose       | Magnus Bak Klaris      | Andreas Kron           |
| 2024                                                               | Rasmus Søjberg Pedersen | Kasper Asgreen         | Frederik Wandahl       |
| 2025                                                               |                         |                        |                        |